# Fantasy-Jahr 2011
Übersicht

◄◄ | ◄ | 2007 | 2008 | 2009 | 2010 | Fantasy-Jahr 2011 | 2012 | 2013 | 2014 | 2015 | ► | ►►

Weitere Ereignisse

## Ereignisse
- 25. Fantasy Filmfest 16. August – 5. September für jeweils eine Woche in den Städten München, Stuttgart, Berlin, Hamburg, Frankfurt,  Nürnberg und Köln